# Acrotona parvula
Acrotona parvula är en skalbaggsart som först beskrevs av Mannerheim 1830.  Acrotona parvula ingår i släktet Acrotona, och familjen kortvingar. Arten är reproducerande i Sverige.